# أنطونيو كارلوس أورتيغا
أنطونيو كارلوس أورتيغا (بالإسبانية: Antonio Carlos Ortega) مواليد 14 يوليو 1971 في مالقة، هو لاعب كرة يد إسباني معتزل. مثل منتخب إسبانيا لكرة اليد في 144 مباراة. شارك في دورة الألعاب الأولمبية الصيفية سنة 2000. حقق المركز الثاني في بطولة أوروبا لكرة اليد للرجال 1998.

## الميداليات
| الميدالية | المسابقة                           |
| --------- | ---------------------------------- |
| برونزية   | الألعاب الأولمبية الصيفية 2000     |
| فضية      | بطولة أوروبا لكرة اليد للرجال 1998 |
| برونزية   | بطولة أوروبا لكرة اليد للرجال 2000 |

## روابط خارجية
- أنطونيو كارلوس أورتيغا على موقع الاتحاد الأوروبي لكرة اليد (الإنجليزية)
- أنطونيو كارلوس أورتيغا على موقع أوليمبيديا (الإنجليزية)